# Elezioni parlamentari in Pakistan del 2013
Le elezioni parlamentari in Pakistan del 2013 si tennero l'11 maggio per il rinnovo dell'Assemblea nazionale.

## Risultati
| Liste                                   | Voti       | %     | Seggi |
| --------------------------------------- | ---------- | ----- | ----- |
| Lega Musulmana del Pakistan (N)         | 14 874 104 | 32,77 | 166   |
| Partito Popolare Pakistano              | 6 911 218  | 15,23 | 42    |
| Movimento per la Giustizia del Pakistan | 7 679 954  | 16,92 | 35    |
| Movimento Nazionale Unito               | 2 456 153  | 5,41  | 24    |
| Associazione degli Ulema dell'Islam     | 1 461 371  | 3,22  | 15    |
| Lega Musulmana Pakistana (Q)            | 1 409 905  | 3,11  | 2     |
| Lega Musulmana Pakistana (F)            | 1 072 846  | 2,36  | 6     |
| Jamaat-e-Islami                         | 963 909    | 2,12  | 4     |
| Partito Nazionale Awami                 | 453 057    | 1,00  | 1     |
| Mutahida Deeni Mahaz                    | 360 297    | 0,79  | –     |
| Pakhtun-khwa Milli Awami Party          | 214 631    | 0,47  | 4     |
| Partito Popolare Nazionale              | 197 829    | 0,44  | 3     |
| Lega Musulmana Pakistana (Z)            | 128 510    | 0,28  | 1     |
| Bahawalpur National Awami Party         | 113 365    | 0,25  | –     |
| Jamiat Ulama-e-Islam Nazryati           | 103 098    | 0,23  | –     |
| Altri <100.000 voti                     | 6 988 157  | 15,40 | 33    |
| Totale                                  | 45 388 404 | 100   | 336   |